# Joan (fill de Sisiniol)
Joan, fill de Sisiniol, va ser un oficial militar de l'Imperi Romà d'Orient del segle VI, actiu a l'Àfrica durant el regnat de l'emperador Justinià I (527-565).

## Biografia
Joan va ser un dels arconts enviats el 539 amb Salomó a la recentment establerta Prefectura Pretoriana d'Àfrica. Segons el poeta romà oriental Corip ocupava el càrrec de dux, sota l'autoritat del magister militum i per sobre dels tribuns. La seva següent menció es produeix després del 544, després de la derrota i mort de Salomó a mans del líder berber Antales a la batalla de Cíl·lium. Va ser posat sota el comandament de Sergi, a qui els altres oficials i ell mateix havien jutjat groller i desagraït. Aquest sentiment els va portar a no complir les seves ordres i, en conseqüència, no es va prendre cap mesura contra els invasors berbers d'Antales, ni contra les forces del rebel imperial Estotzes.
Joan va respondre a les peticions d'ajuda dels habitants de la província i va dirigir tropes contra Antales i Estotzes, amb l'esperança de trobar-se amb les forces del dux de Bizacena, Himeri. Tanmateix, aquest últim havia caigut en mans dels rebels. Després de l'arribada d'Areobind, probablement a la primavera del 545, Joan va quedar sota l'autoritat conjunta d'Areobind i Sergi. El mateix any, Areobind li va ordenar que s'enfrontés a Antales i Estotzes, que estaven estacionats prop de Sicca Veneria (prop de la frontera amb Numídia). Les seves forces eren numèricament inferiors a les dels seus enemics després que Sergi es negués a enviar reforços. Els romans van ser derrotats i Joan va morir a la batalla de Tàcia, però no abans de donar un cop fatal a Estotzes.